# Jednorodni metilji
Jednorodni metilji (lat. Monogenea) su razred organizama koji pripadaju koljenu plošnjaka. Oni su vanjski nametnici na ribama, vodozemcima, kornjačama, lignjama ili rakovima. Razlikuju se od ostalih metilja po tome što u životnom ciklusu imaju samo jednog domadara. Zbog pokretljivosti njihovih domadara imaju složeni sustav prijanjaljki na prednjem i stražnjem dijelu tijela. Hrane se stanicama kože, a uz pomoć enzima mogu razgraditi kožu i sisati krv domadara. Opisano je mnogo vrsta, a najpoznatiji je žablji metilj koji živi u mokraćnom mjehuru smeđe livadne žabe.

### Zanimljivosti
Vrsta jednorodnog metilja Diplozoon paradoxum jest nametnik na škrgama riba. Posebna je po tome što je razvila bezuvjetno unakrsno oplođivanje i vjernost partneru. Ličinke te vrste tijekom razvoja sparuju se uz pomoć prijanjaljki i tijekom preobrazbe ostaju međusobno trajno povezane reproduktivnim sustavom jer se sjemenovod svake jedinke spaja sa spolnicom druge jedinke. Tako su dvije jedinke trajno združene u kopulaciji.